# Janneke Stegeman
Janneke Stegeman (Woudenberg, 1980) is een Nederlandse theoloog, gespecialiseerd in het Oude Testament. 

## Loopbaan
Stegeman werd in 2016 tijdens de zesde editie van de Nacht van de Theologie de eerste vrouwelijke 'Theoloog van het jaar' en mocht zich vervolgens een jaar lang 'Theoloog des vaderlands' noemen. Bij die gelegenheid toonde zij zich een voorstander van meer conflict in de christelijke kerk, die volgens haar het debat uit de weg gaat.
Stegeman promoveerde in 2014 aan de Vrije Universiteit Amsterdam (VU) op het proefschrift Decolonizing Jeremiah: Narratives, Conflict and Identity in Religious Tradition. Ze werkte bij onder meer het debatcentrum De Nieuwe Liefde in Amsterdam.

### Kairos-Sabeel Nederland
Janneke Stegeman is sinds 2023 voorzitter van Kairos-Sabeel Nederland, een organisatie die zich wil inzetten voor een 'rechtvaardige vrede' tussen Palestijnen en Israëliërs. Deze organisatie onderneemt regelmatig controversiële acties die tot verdeeldheid hebben geleid binnen kerkelijke kringen.
Bekladding van het gebouw van Christenen voor Israël
In november 2024 organiseerde Kairos-Sabeel samen met Justice Now, onderdeel van Extinction Rebellion, een protest bij het kantoor van Christenen voor Israël in Nijkerk. Activisten bekladden het gebouw met aanklachten en de hoofdingang werd tijdelijk geblokkeerd, waarbij medewerkers  aangaven dat ze zich geïntimideerd voelden. Deze gebeurtenis leidde tot kritiek van tientallen predikanten en ambtsdragers binnen de Protestantse Kerk in Nederland, die opriepen tot het verbreken van de banden met Kairos-Sabeel vanwege de gebruikte methoden en de inhoud van de beschuldigingen.
Bezetting van het kantoor van de ChristenUnie

In februari 2025 bezette een groep pro-Palestijnse christenen, onder wie leden van Kairos-Sabeel, het hoofdkantoor van de ChristenUnie in Amersfoort. De bezetting werd beëindigd door de politie en werd veroordeeld door de ChristenUnie, die de actie als onacceptabel beschouwde.
- Gemeinsame Normdatei: 104355484X
- International Standard Name Identifier: 0000 0003 8956 3258
- Nederlandse Thesaurus van Auteursnamen: 323264646
- Virtual International Authority File: 283033785
- WorldCat: E39PBJd8gkTFg6Fvd3fTv3cpT3